# Nessuno (brano musicale)

Wilma De Angelis nel 1984

Nessuno è un brano musicale presentato da Wilma De Angelis e Betty Curtis al Festival di Sanremo 1959 e portato al successo nello stesso anno anche da Mina.

## Descrizione
Il brano, scritto da Antonietta De Simone per il testo e da Edilio Capotosti e Vittorio Mascheroni per la musica, edito dalle edizioni musicali Melodi è inciso in chiave melodica dalle due cantanti, da Betty Curtis per la CGD e da Wilma De Angelis per la Philips, otterrà un discreto successo.
Sempre nel 1959 la canzone verrà ripresa ed incisa anche da Mina, che con una carica innovativa,  molto vicina al rock, la stravolgerà cantandola in chiave swing.

Betty Curtis nel 1957

Il disco avrà successo di pubblico e vendite, portando Mina ai vertici delle classifiche.

### L'esibizione aCanzonissima
Storico è il video di Garinei e Giovannini che mostra il duetto, ancor oggi spesso trasmesso in tv, che contrappone, in una sorta di moderna e simpatica sfida, Wilma De Angelis e Mina a Canzonissima sempre nel 1959, che si affrontano cantando la rispettiva versione, melodica e swing, del brano, interpretando a turno il brano; durante il turno della De Angelis, Mina, visibile sullo sfondo dell'inquadratura, si mostra annoiata dall'esecuzione classica della collega, limandosi le unghie e alzando gli occhi al cielo finché, persa definitivamente la pazienza, si avvicina la collega che, stando al gioco, le cede la scena lasciandole interpretare la sua versione "urlata".

### Altre versioni
Il pezzo è ancora oggi considerato un sempreverde della musica italiana, ripreso tra gli altri anche da Fiorello e Marco Mengoni.
Nel 2013 viene cantato dai Marta sui Tubi con Antonella Ruggiero durante la serata Sanremo Story del Festival di Sanremo.